# 박재광
박재광(1988년 7월 9일 ~ )은 대한민국의 배우이다.

## 학력
- 세종대학교 영화예술학과 학사

## 출연작

### 영화
- 《뺑반》 (20196년) - 정장 4 역
- 《발악》 (2016년) - 강호 역
- 《양치기들》 (2016년) - 키 큰 경비원 역
- 《방 안의 코끼리》 (2016년) - 충무로 DVD남 역

### 연극
- 《공무원이지만 마법소녀도 하고 싶어》